# Christus König (Luckau)
Die Christus-König-Kirche in Luckau im Landkreis Dahme-Spreewald in Brandenburg ist die Pfarrkirche der römisch-katholischen Kirchengemeinde Christus König im Dekanat Lübben-Senftenberg des Bistums Görlitz.

## Geschichte
Bis Ende 1935 fand der Gottesdienst der Gemeinde Luckau noch in der Kirche des Heilig-Geist-Hospitals statt. Seit 1933 gab es eine eigene Priesterstelle. Durch Stifter, Spenden und den Bonifatiusverein konnte ein Neubau finanziert werden, der nach Baubeginn am 11. Juni 1935 bereits im November abgeschlossen wurde. Am 20. November 1935 wurde sie durch den Bischof Adolf Kardinal Bertram geweiht. Bis Kriegsende war sie noch Teil des Erzbistums Breslau. Im Jahr 1947 wurde die Gemeinde zur Pfarrkuratie erhoben und 1957 die Kuratie Golßen zeitweilig abgetrennt.
Im Jahr 1997 erfolgte eine Umgestaltung nach den Prinzipien des Zweiten Vatikanischen Konzils. Dieser Umbau wurde vom Land Brandenburg mit 130.000 Euro unterstützt. Neben einer kompletten Neugestaltung des Innenraums wurde vor allem der Hochaltar zu einem Volksaltar umgewandelt sowie eine Trennwand zum Gemeinderaum durch eine feste Mauer ersetzt.
Seit 2006 ist die Gemeinde eine eigenständige Pfarrei. Die St.-Antonius-Kirche in Dahme/Mark und die Kirche St. Maria Regina Rosarii in Golßen sind Filialkirchen der Pfarrei. 
Christus König, nach dem die Kirche benannt ist, ist ein Titel, unter dem Jesus Christus verehrt wird.

## Ausstattung
Das im Altarraum befindliche große Kreuz erhielt 1946 die vom Cottbuser Holzbildhauer Felix Hertelt geschaffene Christusfigur. Die Marienstatue aus Birkenholz wurde 1960 angeschafft. Den Taufstein schuf der Großvater der Steinmetzfirma Landes aus Golßen.

### Orgel
Die Kirche ist mit einer zweimanualigen Schleifladen-Orgel ausgestattet, die sieben Register besitzt. Sie wurde 1953 von Hermann Eule Orgelbau fertiggestellt. Die Orgel wurde von Oktober bis Dezember 2010 vom Orgelbauunternehmen Zakład Organmistrzowski ARS ORGANUM generalüberholt.
| I Manual C–f3 |             |    |
| 1.            | Holzgedackt | 8′ |
| 2.            | Principal   | 2′ |

| II Manual C–f3 |              |    |
| 3.             | Quintade     | 8′ |
| 4.             | Rohrflöte    | 4′ |
| 5.             | Zimbel II–IV |    |

| Pedal C–d1 |              |     |
| 6.         | Gedackt Bass | 16′ |
| 7.         | Pommer       | 4′  |

- Koppeln: II/I, I/P, II/P

## Pfarrer
- Felix Jonientz (1935–1940)
- Kuratus Alfred Brucks (1940–1952)
- Reinhold Stoll (1952–1965)
- Horst Andreas (1965–1986)
- Horst Lischka (1986–2008)
- Norbert Christoph (2008–2009)
- Bronislaw Marecik (2009–heute)

## Weblink
- Website der katholischen Kirchengemeinde Luckau